# Por Toda Parte
Por Toda Parte é o quarto álbum de estúdio da cantora brasileira Nádia Santolli, lançado de forma independente em 2008.
Com produção da própria artista em parceria com Duda Andrade, Marcus Salles, Valmir Bessa e Bruno Santos, na época integrantes do Quatro por Um, o disco foi relançado em 2011 pela Sony Music Brasil com a inclusão de "És Tudo para Mim", produzida pelo músico Jamba.
O álbum conquistou avaliações favoráveis da crítica e foi eleito o 49º melhor disco da década de 2000, de acordo com lista publicada pelo Super Gospel.

## Faixas
Versão 2008
1. Graça
2. Quem Tu És
3. Grandioso Amor
4. Eu sou Livre
5. Deus
6. Tua Palavra
7. Meu Louvor
8. Seu Milagre
9. Eu pra ti Subirei
10. Altíssimo
11. É Feliz
12. Tudo Me Lembra Você

Versão 2011
1. Graça
2. Eu pra ti Subirei
3. És Tudo para Mim
4. Grandioso Amor
5. Deus
6. Tua Palavra
7. Eu sou Livre
8. Quem Tu És
9. Altíssimo
10. Seu Milagre (Estou Aqui)
11. É Feliz (Abençoado)
12. Tudo Me Lembra Você
13. Meu Louvor